# ISO 3166-2:SB

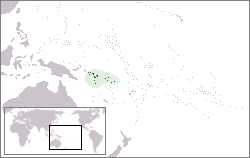
موقعیت جغرافیایی جزایر سلیمان

کد ISO 3166-2:SB بخشی از استاندارد ایزو ۳۱۶۶ برای کشور جزایر سلیمان است که توسط سازمان بین‌المللی استانداردسازی ISO تنظیم شده‌است این سازمان، کدهای استاندارد را برای تقسیمات کشوری (ایالت‌ها یا استان‌های) کشورهای فهرست شده در استاندارد ایزو ۳۱۶۶-۱ تعریف می‌کند.
هر کد شامل دو بخش می‌گردد که توسط علامت - جدا می‌گردند.
- بخش نخست SB که در ایزو ۳۱۶۶-۱ آلفا-۲ کد کشور جزایر سلیمان است.
- بخش دوم شامل یک یا دو یا سه حرف است که بیان‌کننده استان یا ایالت کشور جزایر سلیمان می‌باشد.

## کدها
| کدها  | استان                         |
| ----- | ----------------------------- |
| SB-CT | هونیارا (territorio capitale) |
| SB-CE | استان مرکزی (جزایر سلیمان)    |
| SB-CH | استان چویسئول                 |
| SB-GU | استان گودال کانال             |
| SB-IS | استان ایزابل                  |
| SB-MK | استان ماکیرا-اولاو            |
| SB-ML | استان مالایتا                 |
| SB-RB | استان رنال و بلونا            |
| SB-TE | استان تموتو                   |
| SB-WE | استان غربی (جزایر سلیمان)     |